# Ur-Länderspiel
Als Ur-Länderspiele werden Länderspiele bezeichnet, die vor der Gründung eines allgemein anerkannten nationalen Sportverbandes ausgetragen werden. Insbesondere wird diese Bezeichnung für mehrere deutsche und österreichische Fußball-Länderspiele verwendet.

## Deutsche Fußball-Ur-Länderspiele

### Begriff
Als Ur-Länderspiele werden die sieben Fußball-„Länderspiele“ bezeichnet, die deutsche Auswahlmannschaften in der Zeit zwischen 1898 und 1901 gegen französische und englische Mannschaften bestritten und die damit vor dem ersten offiziellen Länderspiel 1908 gegen die Schweiz stattfanden. Allerdings handelte es sich bei den Gegnern des Jahres 1898 um zwei Pariser Mannschaften, so dass diese beiden Spiele gelegentlich in den Statistiken nicht berücksichtigt werden. Aber auch die fünf Spiele gegen englische Auswahlmannschaften in den Jahren 1899 und 1901 können nur bedingt als „Länder“-Spiele bezeichnet werden, da die deutschen Mannschaften mit Ausnahme des dritten Spiels von 1899 größtenteils vom Berliner Verband gestellt wurden und diesen Spielen auch von englischer Seite kein offizieller Charakter zugestanden wurde. Daher wäre auch die Bezeichnung „internationale Vergleiche“ gegenüber „Ur-Länderspiele“ sinnvoller.
Organisator – und gegen die französischen Mannschaften auch Mitspieler – der Begegnungen war Walther Bensemann, der den Fußballsport in Deutschland bekannt machte, und das Deutsche Centralcomitee für Internationale Fußballwettspiele. Da der DFB an der Organisation der beiden Spiele nach seiner Gründung im Jahre 1900 nicht beteiligt war, stehen auch diese nicht in der offiziellen Statistik der deutschen Länderspiele.

### Übersicht über die deutschen „Ur-Länderspiele“
| Datum              | Ort                                    | Gegner             | Ergebnis |
| ------------------ | -------------------------------------- | ------------------ | -------- |
| 12. Dezember 1898  | Courbevoie (Paris), White-Rovers-Platz | White Rovers Paris | 7:0      |
| 13. Dezember 1898  | Courbevoie (Paris), White-Rovers-Platz | Stadtauswahl Paris | 2:1      |
| 23. November 1899  | Charlottenburg, Athletik-Sportplatz    | England            | 2:13     |
| 24. November 1899  | Charlottenburg, Athletik-Sportplatz    | England            | 2:10     |
| 28. November 1899  | Karlsruhe, Engländerplatz              | England            | 0:7      |
| 21. September 1901 | Tottenham (London), White Hart Lane    | England            | 0:12     |
| 25. September 1901 | Manchester, Hyde Road                  | England            | 0:10     |

### Länderspiele 1898 in Paris

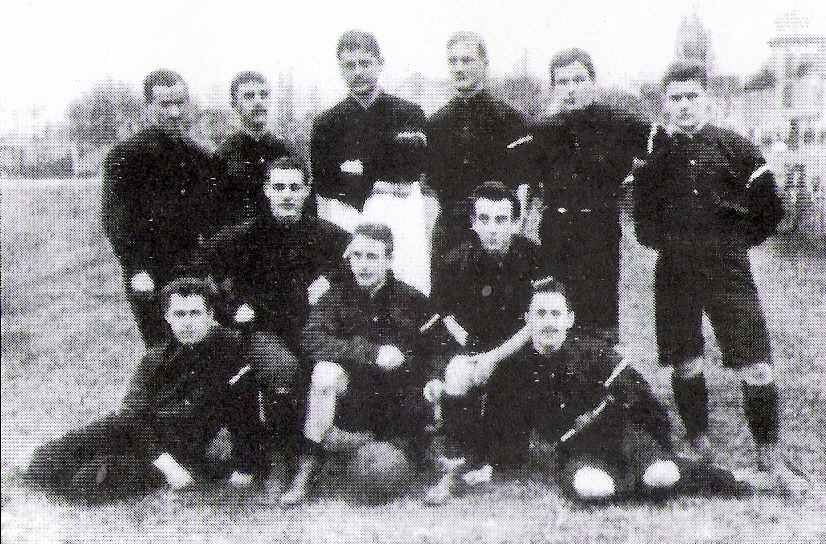
Die deutsche Auswahl von 1898. Walther Bensemann in der hinteren Reihe in weißer Hose, rechts daneben Ivo Schricker.

Am 12. Dezember 1898 gewann die deutsche Auswahl, in der acht Berliner Spieler standen, in Paris gegen den White Rovers Club, für den neun Engländer antraten, vor 580 Zuschauern mit 7:0 (3:0). Jestram, einer der besten deutschen Spieler um die Jahrhundertwende, soll dabei vier Tore erzielt haben. Nach einem ausgiebigen abendlichen Stadtbummel gewann eine übermüdete deutsche Auswahl am Tag darauf in gleicher Besetzung gegen eine Pariser Stadtauswahl – zusammengesetzt aus fünf Spielern vom Club Français, vier von Standard AC und je einem des Racing Club de France bzw. von Paris Star – vor 300 Zuschauern mit 2:1 (1:0).
Aufstellung in beiden Spielen:
Ludwig Friese (Alemannia Hamburg) –  Reginald Westendarp (Akademischer SC 1893 Berlin), Paul Kralle (Viktoria 89 Berlin) – Erwin Schricker (Akademischer SC 1893 Berlin), F. Wünsch (Viktoria 89 Berlin), Walther Bensemann (Straßburger FV) – Otto Baudach (Viktoria 89 Berlin), Ivo Schricker  (Akademischer SC 1893 Berlin), Max Willer (Britannia 92 Berlin), Walter Jestram (Britannia 92 Berlin), Rudolf Wetzler (Karlsruher FV).
Die siegreiche Elf teilte dem deutschen Staatsoberhaupt per Telegramm mit:

„Untertänigst unterbreiten die Vertreter der maßgebendsten Vereine des deutschen Fußballsports Berlins die gehorsamste Mitteilung, daß heute in Paris zum ersten male eine aus allen deutschen Gauen zusammengesetzte Fußballmannschaft über einen hervorragenden französischen Fußballverein einen Sieg von 7:0 Malen errungen hat! Eure Majestät geloben die auf dem Tempelhofer Felde übenden deutschen Fußballspieler, wo es auch sei, mit Gut und Blut für Kaiser und Reich einstehen zu wollen. Georg Demmler, Marienfelde bei Berlin.“

Die Antwort war ein huldvolles Glückwunschtelegramm Seiner Majestät an die Adresse des Herrn Demmler.

### Länderspiele 1899 gegen England

Anzeige zu den „Internationalen Fussball-Wettspielen“ im November 1899

Im Jahr 1899 gelang es Bensemann mit Unterstützung von Ivo Schricker gegen Zahlung einer Aufwandsentschädigung von 2000 Goldmark, die sich Bensemann bei seiner Tante geliehen hatte, eine aus Profis und Amateuren kombinierte englische Auswahlmannschaft für vier Spiele auf das europäische Festland zu verpflichten. Die Schirmherrschaft übernahm der deutsche Reichskanzler Hohenlohe, legte diese aber wegen des Zweiten Burenkrieges der Engländer wieder nieder. Unter der Regie des Verbands Deutscher Ballspielvereine kamen drei Begegnungen zustande, die zwar verhältnismäßig viele Zuschauer anlockten, jedoch mit hohen Niederlagen für die deutschen Auswahlmannschaften endeten. Nicht anders war es bei einem zwischendurch noch ausgetragenen Spiel in Prag gegen eine „Deutsch-Österreichische“ Mannschaft. Zu den mitwirkenden englischen Profis gehörten, neben anderen, Billy Bassett, Edgar Chadwick und Jimmy Crabtree.
Das erste Spiel sollte am Bußtag stattfinden, wurde aber wegen des kirchlichen Feiertags vom Polizeipräsidenten untersagt. Somit wurde am Donnerstag, den 23. November gespielt, es verlor die aus Berlinern oder in Berlin studierenden Spielern bestehende Mannschaft vor 1500 Zuschauern auf dem Athletik-Sportplatz in Charlottenburg mit 2:13. Eines der beiden deutschen Tore wurde von Jestram erzielt.
Aufstellung:
Paul Eichelmann (Germania 88 Berlin) – Paul Kralle (Viktoria 89 Berlin), Richard Gasse (Fortuna Berlin) – Ivo Schricker (Akademischer SC 1893 Berlin), F. Wünsch (Viktoria 89 Berlin), Erwin Schricker (Akademischer SC 1893 Berlin) – Bock (Fortuna Berlin), Zierold (Germania 88 Berlin), Rudolf Wetzler (zu der Zeit Akademischer SC 1893 Berlin, eigentlich Karlsruher FV), Walter Jestram (Britannia 92 Berlin), Gruschwitz (Viktoria 89 Berlin).
Vor 512 zahlenden Zuschauern verlor am folgenden Freitag Vormittag (24. November) am selben Ort eine durch zwei Karlsruher verstärkte und wesentlich besser spielende Auswahl 2:10, eine Niederlage, die als zu hoch ausgefallen empfunden wurde. Die Tore schossen Bock und Jestram.
Aufstellung:
Wilhelm Langer (Karlsruher FV) – Reginald Westendarp (Akademischer SC 1893 Berlin), Kohts (ASC Berlin) – Ivo Schricker (Akademischer SC 1893 Berlin), F. Wünsch (Viktoria 89 Berlin), Thanner (Britannia 92 Berlin) – Heinrich Link (Karlsruher FV), Zierold (Germania 88 Berlin), Bock (Fortuna Berlin), Walter Jestram (Britannia 92 Berlin), Gruschwitz (Viktoria 89 Berlin).
Ein zeitgenössischer Bericht schildert die Unterschiede in der Spielweise der Engländer wie folgt:

„Schon die Aufstellung bei dem Abstoß ist bei den Engländern eine andere, als die hier übliche. Das ‚three-inside forwart play‘ (drei Innenstürmerspiel), welches hier in Berlin fast gar nicht bekannt ist, wurde von den Engländern bei dieser Gelegenheit zur Anwendung gebracht. Es besteht darin, daß die drei Innenstürmer sich ziemlich dicht zusammenstellen und in dieser Weise vordringen. Wenn sie nun hart bedrängt werden, geben sie den Ball nach dem Flügel hinüber usw. Der große Vorteil dieser Spielweise ist der, daß es den Gegnern bei den schnellen, kurzen Pässen natürlich schwerer wird, von dem Balle Besitz zu ergreifen. Die englischen Stürmer arbeiten höchst selten mit der Fußspitze, sondern fast immer mit der Innen- oder Außenseite des Fußes. Sie verbinden ganz kurzes, niedriges Passen mit vorzüglichem Dribbeln und geschickter Kopfarbeit, welch letztere mit wunderbarer Berechnung gespielt wurde. Das schnelle Anhalten der hohen Bälle, das außerordentlich flinke Wenden erregte die allgemeine Bewunderung unserer Spieler.“

Am 25. November besiegten die Engländer in Prag eine österreichisch-böhmische Auswahl, in der Presse als „Deutsch-Österreicher“ bezeichnet mit 8:0. Die meisten Spieler des einheimischen Teams stellte der DFC Prag, doch wirkten auf Wunsch der Gäste, die gegen eine Auswahlmannschaft zu spielen wünschten, auch Max Leuthe und Wagner von den Wiener Cricketern mit.
Eine mit sieben Karlsruher Spielern besetzte Auswahl verlor am 28. November vor 5.000 Zuschauern auf dem Exerzierplatz in Karlsruhe 0:7.
Aufstellung:
Wilhelm Langer (Karlsruher FV) – Erwin Schricker (Akademischer SC 1893 Berlin), Kohts (Akademischer SC 1893 Berlin) – Arthur Beier (Stuttgarter Kickers), Ivo Schricker (Akademischer SC 1893 Berlin), Heinrich Schuon (Karlsruher FV) – Fritz Langer (Karlsruher FV), Rickmers (Karlsruher FV), Julius Zinser (Karlsruher FV), Zierold (Germania 88 Berlin), Heinrich Link (Karlsruher FV).

### Länderspiele 1901 in England
Zum Gegenbesuch einer deutschen Auswahl in England kam es erst im Jahr 1901. Obwohl am 28. Januar 1900 der DFB gegründet worden war, fanden diese Spiele unter der Obhut des Centralkomitees für internationale Fußballwettspiele und unter der Leitung von Gerhard Wagner statt. Am 21. September verlor die deutsche Auswahl – eine verstärkte Berliner Elf – im Stadion von Tottenham Hotspur gegen eine Amateurauswahl der Football Association mit 12:0, vier Tage später in Manchester in fast gleicher Besetzung gegen eine Profi-Auswahl 10:0.
Aufstellung in beiden Spielen:
Lüdecke – Walter Jestram, R. Müller, E. Müller (1. Spiel) / M. Friedl (2. Spiel), Huettl, Ivo Schricker – Otto Jüngling, Fritz Langer, Julius Zinser, Louis Heck, Gruschwitz.
Bis 1908 kamen keine weiteren Länderspiele zustande.

## Österreichische Fußball-Ur-Länderspiele

### Österreich gegen die Schweiz
Bezogen auf den österreichischen Fußball bezeichnet man als Urländerspiel das erste Länderspiel Österreichs vom 8. April 1901. Ausgetragen wurde diese heute als inoffiziell gewertete Begegnung in Wien gegen die Schweiz. Die österreichische Auswahl trat zu diesem Länderspiel mit zwei Engländern als Gastspielern an und besiegte die Schweizer Mannschaft, die sich aus Engländern und Amerikanern zusammensetzte, mit 4:0 Toren.
Veranstaltet wurde die Begegnung von der erst ein Jahr zuvor gegründeten Österreichischen Fußball-Union, einem Vorgänger des heutigen ÖFB, deren Gründer, der Engländer M.D. Nicholson, auch erster Präsident dieses ersten offiziellen österreichischen Fußballverbandes war.
Das Urländerspiel gegen die Schweiz bestritt Österreich mit Spielern der großen Wiener Vereine First Vienna FC, Vienna Cricket and Football-Club und Wiener AC. Vier Fußballer dieser Begegnung (Albert, Blooncy, Shires und Zander) wurden einzig für dieses Match nominiert, die restlichen sieben Spieler wurden auch in späteren, offiziellen Länderspielen aufgestellt. Viele Spieler legten sich in der Frühzeit des österreichischen Fußballs Pseudonyme zu, trugen Perücken und klebten sich sogar falsche Bärte an, um nicht erkannt zu werden. Ein Grund dafür war, dass damals Schülern, auch wenn sie schon 17 oder 18 Jahre alt waren, das Fußballspielen in Vereinen verboten war.
Die österreichische Mannschaft trat in folgender Formation an:
- Philipp Nauß (Wiener AC) – Omlady (Emil Wachuda; Wiener AC), Mac John (Max Johann Leuthe; Wiener AC) – Karl Dettelmaier (Wiener AC), Teddy Shires (Vienna Cricket and Football-Club), Blooncy (Ignaz Blumenfeld, First Vienna FC) – Paul Zander (First Vienna FC), Albert (Franz Jureczek; First Vienna FC), Gustav Huber (Wiener AC), Jan (Johann Studnicka, Wiener AC), Josef Taurer (Wiener AC)

### Wien gegen Budapest
Das erste – heute als offiziell anerkannte – Länderspiel schrieb die ÖFU seinerzeit noch als Städtespiel Wien – Budapest für den 12. Oktober 1902 aus. Dieses Länderspiel wurde auf dem Wiener WAC-Platz ausgetragen und endete 5:0 für Wien. Es gilt heute als erstes Länderspiel auf dem europäischen Kontinent. Der Schiedsrichter der Partie war ein in Wien ansässiger englischer Kaufmann namens Roland Shires der auch für die Cricketer spielte. Ob dieser mit dem Cricketer-Spieler Teddy Shires außerdem verwandt, oder gar identisch war, wäre zu eruieren. 
Ein weiteres Städtespiel fand am 10. Juni 1903 in Budapest statt. Dieses endete 3:2 für die Gastgeber. 4:2 für Wien hieß das Endergebnis der dritten Begegnung Wien-Budapest am 11. Oktober 1903 auf dem WAC-Platz.
Die Begegnung Österreich-Ungarn wurde bis heute insgesamt 137 Mal neu aufgelegt – zuletzt am 14. Juni 2016 in Bordeaux bei der Endrunde der Europameisterschaft, das Österreich 0:2 verlor – und ist damit nach dem Südamerika-Klassiker Argentinien gegen Uruguay die zweithäufigste Länderspiel-Paarung der Welt. Auf dieser Häufigkeit beruht auch der Witz „Heute spielt Österreich-Ungarn“ – „Gegen wen?“, der schon zur Zeit der Monarchie keine ernsthafte Berechtigung hatte, da es nie eine gemeinsame k.u.k.-Mannschaft gab.